# Instituto Max Planck de Bioquímica
O Instituto Max Planck de Bioquímica (em alemão:  Max-Planck-Institut für Biochemie) é um centro de pesquisa não universitário patrocinado pela Sociedade Max Planck  com sede em Martinsried, Planegg, distrito de Munique. O instituto realiza principalmente pesquisas básicas no campo das ciências naturais nas áreas de bioquímica, biologia estrutural e biofísica.

## História
O instituto foi criado em 1973 a partir da fusão de três institutos baseados em Munique, o Instituto Max Planck de Bioquímica original, o antigo Instituto Max Planck para Pesquisa de Proteínas e Couro (fundado em 1954) e o antigo Instituto Max Planck de Química Celular (fundado em 1956). O Instituto Max Planck de Bioquímica remonta ao Kaiser-Wilhelm-Institut de Bioquímica, fundado em Berlin-Dahlem em 1917 .